# Joachim Lederer
Joachim Lederer (* 28. August 1808 in Prag; † 31. Juli 1876 in Dresden) war ein österreichischer Schriftsteller böhmischer Herkunft, der auch unter dem Pseudonym Felix Wagner bekannt wurde. 

## Leben
Lederer stammte aus einer alten Kaufmannsfamilie. Nach seiner Schulzeit begann er an der Universität Prag ein Studium der Medizin, wechselte später aber zu den Rechtswissenschaften. Dieses Studium beendete er 1839 mit seiner Promotion zum Dr. jur. 
Lederer ließ sich in Prag als Rechtsanwalt nieder, gab aber schon bald seine Kanzlei zugunsten der Schriftstellerei wieder auf. Nach dem Prager Pfingstaufstand 1848 verließ Lederer Prag und ließ sich in Dresden nieder. Dort lebte er bis zu seinem Tod als freier Schriftsteller. 

## Rezeption
Joachim Lederer verfasste in der Hauptsache humoristische Werke; meist unter dem Pseudonym Felix Wagner. Die zeitgenössische Literaturkritik sah in ihm sogar einen – allerdings gemäßigten – Aloys Blumauer. Lederers Werke wurde u. a. vom Burgtheater auf die Bühne gebracht. 

## Werke
- Geistige Liebe oder Gleich und Gleich gesellt sich gern. Lustspiel in 2 Akten. 1843.
- Häusliche Wirren. Lustspiel in 3 Akten. 1850.
- mit Wolfgang Adolf Gerle: Die kranken Doktoren. Lustspiel in 4 Akten. 1850.
- mit Wolfgang Adolf Gerle: Zwei Kranke. Original-Lustspiel in 4 Akten. 1842.